# Matutumetes mindanaensis
Matutumetes mindanaensis is een insect uit de orde Phasmatodea en de  familie Phasmatidae. In 2007 publiceerden Hennemann en Conle voor het eerst op geldige wijze de wetenschappelijke naam van deze soort.